# دیوید پی. اشمیت
دیوید پی. اشمیت (انگلیسی: David P. Schmitt؛ –) دانشمند در زمینه روان‌شناسی اهل ایالات متحده آمریکا بود. یک روان‌شناس شخصیت است که پروژه بین‌المللی توصیف جنسیت (ISDP) را پایه‌گذاری کرد. ISDP بزرگ‌ترین مطالعه پژوهشی بین فرهنگی در مورد میل جنسی در انسان و روان‌شناسی شخصیت است.